# Melanogryllus
Melanogryllus is een geslacht van rechtvleugeligen uit de familie krekels (Gryllidae). De wetenschappelijke naam van dit geslacht is voor het eerst geldig gepubliceerd in 1961 door Lucien Chopard.

## Soorten
Het geslacht Melanogryllus omvat de volgende soorten:
- Melanogryllus afghan Chopard, 1968
- Melanogryllus bilineatus Yang & Yang, 1994
- Melanogryllus carmichaeli Chopard, 1928
- Melanogryllus chopardi Bey-Bienko, 1968
- Melanogryllus conscitus Walker, 1869
- Melanogryllus desertus Pallas, 1771